# Billy Joel
William Joseph Martin "Billy" Joel (Bronx, 9 de Maio de 1949) é um cantor, compositor e pianista norte-americano.
Em 1973, lançou sua primeira música de sucesso, "Piano Man". De acordo com o RIAA, Joel é o sexto artista que mais vendeu nos Estados Unidos, com 78,5 milhões de discos.
Joel tem músicas de sucesso entre os anos 1970, 80, e 90; alcançando por 33 vezes o Top 40 nos Estados Unidos, todos os quais ele próprio escreveu. Ganhou o Grammy 6 vezes e teve 23 nomeações. Já vendeu mais de 150 milhões de álbuns pelo mundo afora. Foi incluído no Songwriters Hall of Fame em 1992, no Rock and Roll Hall of Fame em 1999 e no Long Island Music Hall of Fame em 2006. Em 2001, Joel recebeu o prêmio Johnny Mercer do Songwriters Hall of Fame. Em 2013, Joel recebeu o Prêmio Kennedy, a maior honraria estadunidense por influenciar a cultura da americana através da arte. Com a exceção da canção de 2007 "All my Life" e "Christmas in Fallujah", Joel parou de escrever e lançar material pop/rock após o álbum de 1993 River of Dreams. No entanto, ele continua a fazer turnês, e toca canções de todas as eras da sua carreira solo em seus shows.
A coletânea Greatest Hits Volume I & Volume II é o disco duplo mais vendido de todos os tempos, segundo lista da RIAA.
Billy Joel é um dos artistas mais ricos do mundo, com uma fortuna estimada de 475–510 milhões de dólares.

## Primeiros anos
Billy Joel nasceu no Bronx, logo depois mudou para Hicksville, Nova Iorque. Seu pai Howard, nascido Helmut na Alemanha, era filho de um mercador e fabricante judeu, Karl Amsom Joel, tendo emigrado para a Suíça e depois para os Estados Unidos, devido à perseguição nazi na época. A mãe de Joel, Rosalind Nyman, nasceu na Inglaterra de uma família judia (Philip e Rebecca Nyman). Os pais de Joel se divorciaram em 1957 e seu pai foi para Viena, Áustria. Joel tem uma irmã, Judith Joel, e um meio-irmão, Alexander Joel, que se tornou regente de música clássica na Europa e foi diretor-chefe musical da orquestra Staatstheater Braunschweig, na Alemanha.
O pai de Joel foi um consagrado pianista clássico. Relutantemente, Joel começou a ter lições de piano ainda novo, sob a insistência de sua mãe. Seu interesse pela música, em vez dos esportes, foi fonte de aborrecimento e chacota desde cedo. Joel disse numa entrevista que a sua instrutora de piano, Frances Neiman, também ensinava balé num estúdio em casa, levando os "bullies" do bairro a pensar que ele tendo aulas de dança. Já pré-adolescente, Joel aprendeu boxe entendendo que assim seria capaz de se defender. Durante um curto período de tempo, teve sucesso no boxe amador e venceu o circuito Golden Gloves ganhando vinte e dois "bouts", mas abandou o esporte cedo após ter seu nariz quebrado na sua quadrágesima-quarta luta de boxe.
Joel frequentou a escola Hicksville e esperava ser graduado em 1967. Mas um imprevisto aconteceu, dormiu no dia de um importante exame devido a seus trabalhos como músico à noite. Confrontado em ter que ficar mais um verão para completar novamente o exame, decidiu não continuar. Deixou o ginásio (Ensino Médio) sem um diploma, para começar sua carreira na música. Mais tarde, disse em uma entrevista, "Eu não vou à Universidade de Columbia, eu vou à Columbia Records."
Apesar de que na época a Guerra do Vietnã estar acontecendo, Joel foi dispensado do serviço militar porque na época era o sustento da sua mãe e irmã. Em 1992, a exigência inglesa de créditos foi dispensada pela Escola de Hicksville e recebeu seu diploma de graduação depois de 25 anos.

## Carreira

### Início

Billy Joel, Fevereiro 2007, atuando em Jacksonville, Florida

Após ter visto os Beatles no The Ed Sullivan Show em 1964, Joel decidiu dedicar tempo integral à carreira musical e foi a procura de uma banda local de Long Island para se juntar. Achou a Echoes, um grupo especializado em cover de bandas inglês. Começou a tocar na banda desde os 14 anos de idade. A Echoes se tornou popular como atração em Nova Iorque, convencendo-o a deixar a escola para se tornar num músico profissional.
Em 1965, com 16 anos de idade, Joel começou a atuar em sessões de gravação com a Echoes, tocando piano em muitas gravações produzidas por Shadow Morton (como alegado por Joel mas negado pelo songwriter Ellie Greenwich). Durante esse tempo, a Echoes começou a tocar em numerosos programas de televisão à noite. Depois, a Echoes mudou seu nome para Emeralds e mais tarde para Lost Souls. Durante dois anos Joel tocou com a Lost Souls.
Em 1967, deixou a banda para se juntar à Hassles, um grupo de Long Island que assinara contrato com a editora "United Artists Record". Durante um ano e meio, lançaram os álbuns "The Hassles" em 1967, "Hour of the Wolf" em 1968 e quatro singles, tendo todos eles falhado comercialmente.
Em 1969, Joel separou-se dos Hassles e formou o duo Attila, com o ex-baterista dos Hassles, Jon Small. Attila lançou o seu primeiro álbum em Julho de 1970 e se desmanchou em Outubro do mesmo ano.
Em 1975, Joel participou em várias faixas do álbum de estrelas "Bo Diddley's The 20th Anniversary of Rock 'n' Roll", tocando piano e órgão. Como a companhia era dona da maioria das gravações, Joel foi um dos artistas - incluindo Paul Simon, Johnny Rivers, Pink Floyd, Queen, Genesis, e Neil Diamond - que tiveram os seus próprios direitos de reprodução (Copyright).

## Influências
A música de Joel reflete diferentes gêneros incluindo a música clássica, doo wop, Broadway/Tin Pan Alley, jazz, blues, gospel, pop music, e rock & roll. Ray Charles também tem um grande impacto na música e vida pessoal de Joel assim como os Beatles, em particular no estilo de escrever de Paul McCartney.
Dentre os artistas que influenciaram Joel estão: Beethoven, The Beatles, Ray Charles, The Drifters, The Four Seasons, Paul Simon, Rolling Stones, Wilson Pickett, Gordon Lightfoot, Elvis Presley, Elton John, Phil Spector, Frankie Valli e Carole King.

## Álbuns

### 1971 - Cold Spring Harbor
Joel assinou seu primeiro contrato com Artie Ripp da "Family Productions" e posteriormente gravou seu primeiro álbum solo. Cold Spring Harbor (uma referência a cidade de Long Island com o mesmo nome), foi lançado em 1971. No entanto, o álbum foi masterizado na velocidade errada e, lançado inicialmente com esse erro, resultou em um semitom na voz de Joel com uma sonoridade muito elevada. As condições onerosas do contrato com a Family Productions lhe garantiu muito pouco dinheiro com a venda dos álbuns.
Sucessos como "She's Got a Way" e "Everybody Loves You Now" foram originalmente lançados nesse álbum, embora não tenham ganhado muita atenção até serem lançados como performances ao vivo em 1981, no álbum Songs in the Attic. Daí em diante tiveram um número de grandes concertos. Cold Spring Harbor ganhou uma segunda chance nos "charts" em 1983, quando a gravadora "Columbia" lançou o álbum com a velocidade correta. O álbum alcançou a #158 posição nos Estados Unidos e a #95 posição na Inglaterra no ano seguinte. Cold Spring Harbor tomou a atenção de Merrilee Rush ("Angel of the Morning") e gravou uma versão feminina de "She's Got a Way (He's Got a Way)" para a Scepter Records, em 1971.

### 1974 - Piano Man
Nesse ano, uma empresa de executivos de Los Angeles comprara seu contrato com Ripp, sob a condição de que o logo da "Family Productions" fosse exibido ao lado do Columbia nos seguintes cinco álbuns. Também no contrato estava escrito que a "Family Productions" iria receber "$25 cent" por cada álbum vendido - um acordo que voltaria a assombrar Joel quando voltasse com um grande sucesso. A destacar-se neste álbum a música Piano Man, que ainda permanece até hoje como um dos "hinos" de Joel.
Na turnê a banda também mudara. Na guitarra, Don Evans no lugar de Al Herzberg e no baixo Patrick McDonald sendo substituído em 1974 por Doug Stegmeyer, que permaneceria com Joel em anos seguintes. No banjo e "pedal steel" Tom Whithehorse e então Johnny Almond no sax e teclado.

### 1974 - Streetlife Serenade
Billy Joel manteve-se em Los Angeles para gravar Streetlife Serenade, o seu segundo álbum para a Columbia. Dois subúrbios e o centro da cidade são apresentados no álbum. A faixa principal é "The Entertainer". Joel estava chateado por a faixa "Piano Man" ter sido editada significativamente ao ir para a rádio e, em "The Entertainer", refere com sarcasmo linhas como "If you're gonna have a hit, you gotta make it fit, so they cut it down to 3:05" - "Se você vai ter um hit, você tem que torná-lo adequado, para não o cortarem para 3:05", alusão ao encurtamento dos singles de rádio, comparado com as longas versões que aparecem nos álbuns. Embora Streetlife Serenade seja muitas vezes considerado um dos mais fracos (Joel tem confirmado o seu desagrado com o álbum), contém algumas faixas notáveis, incluindo a chamada "Los Angelenos" e a instrumental "Root Beer Rag". Streetlife Serenade também marca o início de um estilo mais confiante na voz de Joel.

### 1976 - Turnstiles
Desencantado com o cenário musical de Los Angeles, Joel retornou em 1975 a Nova Iorque onde gravou Turnstiles e pela primeira vez, selecionou os músicos no estúdio. As músicas inicialmente foram gravadas em Caribou Ranch, com membros da banda de Elton John e produzidas pelo famoso produtor de Chicago James William Guercio, mas Joel não ficou satisfeito com os resultados. As músicas foram mais tarde regravadas em Nova Iorque e Joel produziu ele mesmo o álbum. O maior hit foi "Say Goodbye to Hollywood" (Joel disse numa entrevista na rádio que não iria mais apresentar "Say Goodbye to Hollywood" em shows ao vivo porque era muito elevado e desafiava suas cordas vocais). O álbum também apresentou a música "New York State of Mind", um blues, jazz épico que viria a ser uma das músicas de assinatura de Joel. Outras músicas são incluídas: "Summer, Highland Falls" e "Miami 2017 (Seen the Lights Go Out on Broadway)".

### 1977 - The Stranger
Para o álbum The Stranger, a gravadora Columbia Records uniu Joel e o produtor Phil Ramone.
O álbum obteve quatro Top-25 hits nas tabelas da Billboard nos Estados Unidos: "Just the Way You Are" (#3), "Movin' Out (Anthony's Song) (#17), "Only the Good Die Young" (#24) e "She's Always a Woman" (#17).
As vendas excederam o topo dos mais vendidos da Columbia e o primeiro álbum de Joel a alcançar as dez primeiras posições nos top's, aparecendo em #2 lugar. Este álbum apresenta a faixa "Scenes from an Italian Restaurant", um clássico cult que veio a ser uma das músicas mais conhecidas do artista e que refere os dias em que ia visitar um popular restaurante em "Little Italy", Nova Iorque.
The Stranger vendeu mais de 10 milhões de cópias e a R.I.A.A. deu-lhe a certificação "Diamante".

### 1978 - 52nd Street
Joel enfrentou altas expectativas neste novo álbum. 52nd Street foi concebido em um dia em Manhattan e foi nomeado de uma rua famosa que sediou muitos dos locais do mundo do jazz e intérpretes em toda a década de 1930, 40 e 50.
Os fãs compraram mais de sete milhões de cópias dos hits "My Life" (#3), 'Big Shot" (#14), e "Honesty" (#24). Isto ajudou para 52nd Street vir a ser o álbum de Joel mais bem colocado, na #1 posição. "My Life" veio a ser a música tema de um sitcom Bosom Buddies da televisão dos Estados Unidos, estrelada por Tom Hanks.
52nd Street foi o primeiro álbum a ser lançado em Compact Disc (CD) no Japão em 1982.
O álbum ganhou Grammys por "Melhor Performance Vocal Pop, Homem" e "Álbum do Ano".

### 1980 - Glass Houses
O sucesso de baladas de piano como "Just the Way You Are" and "Honesty" nunca combinaram muito bem com Joel, muitos críticos rapidamente começaram a colocarem-lhe o rótulo de "balladeer".
O álbum esteve seis semanas na primeira posição da Billboard e apresentou clássicos como "You May Be Right" (#7, Maio de 1980), "Close To The Borderline" (Lado B do single "You May Be Right"), "Don't Ask Me Why" (#19, Setembro de 1980), "Sometimes a Fantasy" (#36, Novembro de 1980) e "It's Still Rock & Roll to Me", que veio a ocupar a primeira posição na Billboard em Julho de 1980.
Glass Houses venceu o Grammy de "Melhor Performance Vocal de Rock, Masculino" e também o "American Music Award" de "Álbum Favorito, categoria Pop/Rock".

### 1981 - Songs in the Attic
O lançamento de Songs in the Attic foi composto de performances ao vivo de músicas pouco conhecidas do começo da carreira de Joel.
Songs in the Attic é considerado um dos seus melhores álbuns.
O álbum alcançou a oitava posição na Billboard e produziu grandes sucessos como "Say Goodbye to Hollywood" (#17), e "She's Got a Way" (#23).
Vendeu mais de 3 milhões de cópias e embora não tenha sido tão bem sucedido como alguns dos álbuns anteriores, Songs in the Attic é mesmo assim considerado um sucesso de Joel. A faixa "Los Angelenos" foi gravada ao vivo no "Toad's Place em New Heaven", Connecticut, em Julho de 1980.

### 1982 - The Nylon Curtain
O trabalho começou na Primaveira de 1982. No entanto, Joel foi hospitalizado quando se envolveu em um grave acidente de motocicleta. Devido à cirurgia, a produção do álbum ficou parada até que recuperasse.
Assim que The Nylon Curtain foi finalizado, Joel embarcou em uma breve turnê de apoio ao álbum.
The Nylon Curtain ficou na sétima posição da Billboard, ganhou notoriedade também pela transmissão na MTV dos clipes de "Allentown" e "Pressure" e também ajudado pelos singles "Allentown", "Goodnight Saigon" e "Pressure". "Allentown" esteve seis semanas na posição #17 da lista "Hot 100" da Billboard, fazendo desta uma das músicas mais tocadas nas rádios em 1982.

### 1983 - An Innocent Man

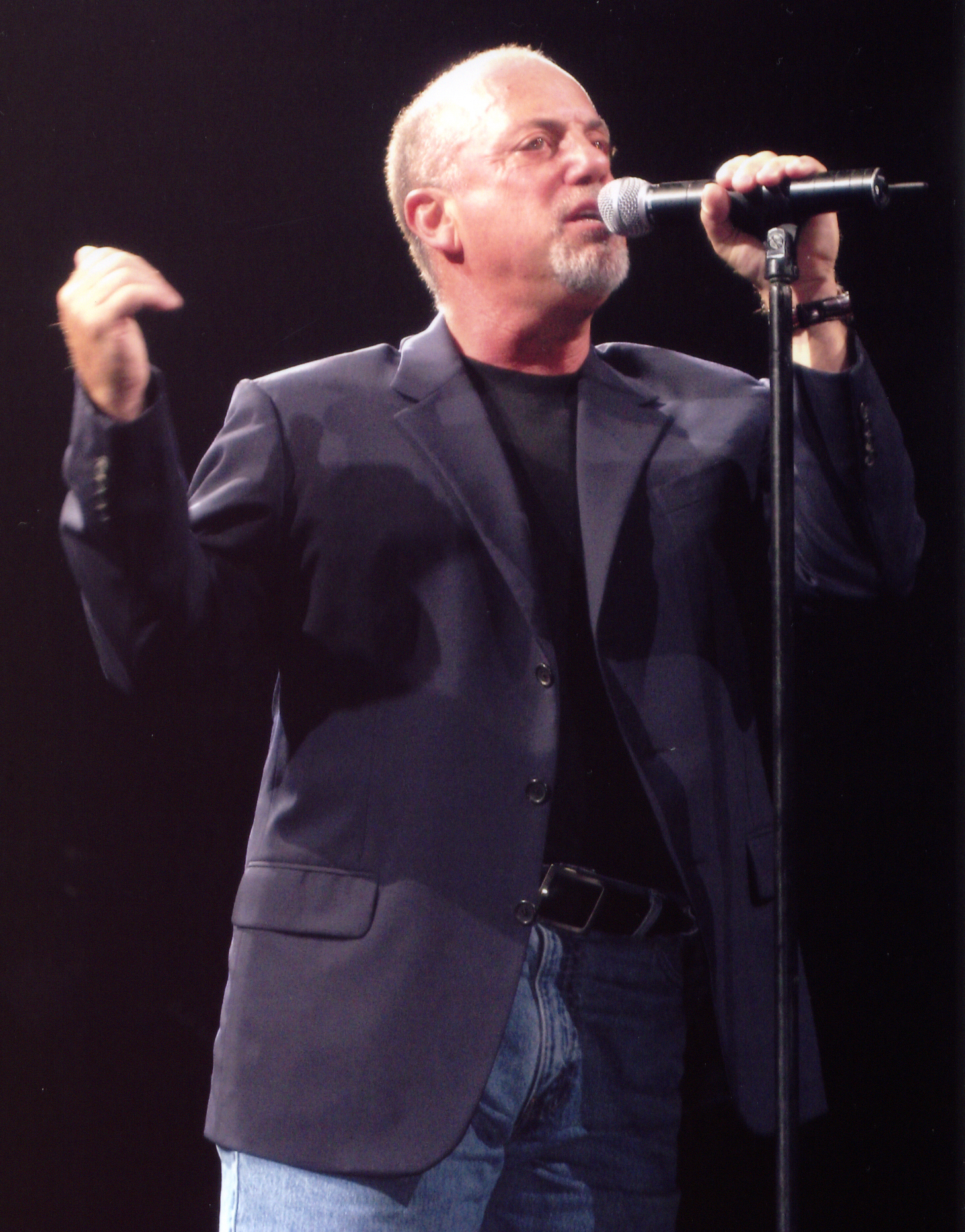
Cantando ao vivo An Innocent Man no "Burswood Dome" em Perth, Austrália em 7 de Novembro de 2006

A canção Uptown Girl que faz parte deste álbum, foi inspirada e escrita para a supermodelo norte-americana Christie Brinkley pouco depois de Joel a ter conhecido e terem começado o namoro. Brinkley foi a protagonista no videoclip musical e Uptown Girl tornou-se um enorme sucesso mundial logo após o lançamento, atingindo o top #3 nos Estados Unidos e o primeiro top #1 de Joel em Inglaterra.
O álbum, An Innocent Man, foi compilado como tributo a música Rock 'n' Roll de 1950 e 1960, e também resultou em um segundo sucesso de Joel na Billboard com a canção "Tell Her About It". Este álbum alcançou a quarta posição nos top´s dos Estados Unidos e ficou na segunda posição na Inglaterra.
Em Dezembro desse ano, a música título "An Innocent Man" foi lançada como single e conquistou a décima posição nos E.U.A. e a oitava posição na Inglaterra. Em Março "The Longest Time" foi finalmente lançada como single e conquistou a #14 posição na lista "Hot 100" e a número um em sucesso Adulto Contemporâneo.
An Innocent Man foi nomeado para os Grammys na categoria "Álbum do ano", mas perdeu para Thriller, do cantor Michael Jackson.

### 1985 - Greatest Hits Vol. 1 and 2
Seguindo o sucesso de An Innocent Man, Joel pesquisou em seus maiores sucessos para lançar este álbum. Não era a primeira vez que o assunto tinha sido discutido, Joel inicialmente tinha considerado que "Greatest Hits" deveria ser um álbum marcando o final de sua carreira. Assim não foi e Greatest Hits Vol. 1 and 2 foi lançado como um álbum de 4 lados e 2 CDs, com as músicas na sequência de quando foram lançadas. As novas músicas "You're Only Human (Second Wind)" e "The Night is Still Young" foram gravadas e lançadas como singles de apoio ao álbum, ambas conseguindo ficar entre as Top 40, conquistando a #9 posição e a #32 posição, respectivamente.
"Greatest Hits" foi um grande sucesso, vendendo mais de 20 milhões de cópias em todo o mundo e vindo a ser o sétimo álbum mais vendido de um artista solo nos E.U.A., com a certificação "Diamond".
Coincidentemente com o lançamento de Greatest Hits, Joel lançou um "Vídeo Álbum" de dois volumes, uma compilação de vídeos promocionais gravados desde 1977 até à data.
Duas versões de "Greatest Hits" foram lançadas em CD: inicialmente um duplo em 1985, e em 1998 relançado numa edição reforçada.

### 1986 - The Bridge
Joel marcou sucesso no Top 10 com a canção "Modern Woman" que fez parte da banda sonora do filme "Ruthless People" ("Por favor, matem minha mulher"), uma comédia dos mesmos diretores do filme "Airplane!" ("Apertem os cintos, o piloto sumiu!"). Logo após, a música foi publicada em The Bridge, álbum que foi lançado no verão de 1986 junto com o filme. Ray Charles fez um dueto com Joel na balada "Baby Grand" (que Joel escreveu sobre ele mesmo) e Steve Winwood tocou órgão na música "Getting Closer". A música final do álbum "Code of Silence", contou com a contribuição de Cyndi Lauper no "backing vocal" e ganhou o crédito de co-escritora da música, por ter ajudado com a letra, a única música da carreira de Joel que contou com co-escritor.
Apesar de aparecer no Top 10, The Bridge não foi um sucesso em relação a outros álbuns de Joel, mas estrelou o sucesso "A Matter of Trust" (#10). A balada "This it the Time" também esteve bem colocada nas paradas, conseguindo a décima oitava posição. "Modern Woman" também foi lançada como single e foi também muito bem sucedida, mas Joel disse em entrevistas que ele não se importaria com a música.
Em 18 de Novembro de 1986, uma versão estendida da música "Big Man On Mulberry Street" foi usada em um episódio da série de televisão "Moonlighting". O episódio foi intitulado de "Big Man on Mulberry Street".
Este foi o último álbum com o logo da ex-gravadora de Joel, "Family Productions".
Por volta deste tempo, Joel completou um trabalho de voz em "Disney's Oliver & Company" (Oliver & Company), lançado em 1988, uma adaptação da obra Oliver Twist, de Charles Dickens.
Joel disse em muitas entrevistas, a mais recente em 2008 na revista "Performing Songwriter", não achar The Bridge um bom álbum.

### 1987 - Período da União Soviética
Durante a turnê de suporte ao álbum The Bridge, Joel e seus produtores começaram a planejar uma viagem à União Soviética. Queria ser um dos primeiros americanos a tocar lá desde que o Muro de Berlim caiu. Realizaram-se seis concertos, três em Moscou e outros três em Leningrad. A sua mulher Christie Brinkley, a filha Alexa Ray e a equipe completa da banda fizeram a viagem em Junho de 1987. A comitiva foi filmada para a televisão e posteriormente, para compensar o custo da viagem, os concertos foram para as rádios de todo o mundo.
A audiência em Moscovo, pelo menos no primeiro concerto, teve a presença de membros do Partido Comunista soviético, que tinham recebido ingressos do governo. A maior parte do público levou um longo tempo para entrar no embalo do show energético de Joel, algo que nunca havia acontecido em outros países onde se apresentou. Como resultado, um pequeno incidente ocorreu quando ele capotou durante um teclado elétrico durante o segundo show em Moscou, em sinal de frustração, pois os responsáveis pela iluminação não iriam abaixar as luzes. Os técnicos estavam mais preocupados com que a quantidade de luz fosse suficiente para a filmagem, do que um documentário da equipe que estava filmando o concerto. De acordo com Joel, toda vez que os fãs eram iluminados com as ofuscantes luzes, ninguém parecia estar gostando.

### 1988 - Концерт
O álbum Концерт, tradução russa da palavra "concerto" ("show"), foi lançado no Outono de 1988. Joel cantou clássicos dos Beatles como "Back In The U.S.S.R." e de Bob Dylan, "The Times They Are A Chagin'."
Joel estima ter gasto mais de US$ 1 milhão do seu próprio dinheiro nas viagens e concertos, mas disse que a boa vontade que lá foi mostrada ter valido a pena.

### 1989 - Storm Front
A música "We Didn't Start the Fire" foi o primeiro single do álbum Storm Front, lançado em Setembro de 1989. A música veio a ser o terceiro e mais recente sucesso de Joel, ficando em primeiro lugar e passando duas semanas no topo e também foi o single número um em 1980 da Billboard.
Storm Front foi lançado em Outubro e veio a ser o álbum número 1 de Joel desde Glass Houses, nove anos antes. Foi o primeiro álbum, desde Turnstiles, a ser gravado sem Phil Ramone como produtor. Para este álbum, Joel queria um novo som e trabalhou com Mick Jones. Joel também reformou sua banda, demitindo todos, menos o baterista Liberty DeVitto, o guitarrista David Brown e o saxofonista Mark Rivera. Trouxe novas pessoas, incluindo a talentosa multi-instrumentista Crystal Taliefero que iria tornar-se diretora musical e arquiteta musical de concertos ao vivo. Depois de "We Didn't Start the Fire", Storm Front também produziu o sucesso "I Go To Extremes" (#6). O álbum também é notável pela música "Leningrad", escrita depois de Joel encontrar um palhaço na União Soviética durante a turnê a realizada em 1987. Outro single bastante conhecido é a balada "And So It Goes" (#37) -- esta música foi originalmente escrita em 1983, na altura em que Joel estava escrevendo as músicas para An Innocent Man, mas como não coube no tema retro do álbum, então ficou esperando ser lançada até Storm Front. Billy Joel foi o primeiro artista a fazer um concerto de rock no "Yankee Stadium", lotando duas noites em Junho de 1990.

### 1993 - River of Dreams
Joel começou o trabalho River of Dreams cedo, em 1993.

O álbum inclui sucessos como "The River of Dreams", "All About Soul" e "Lullaby (Goodnight, My Angel)", escrito para sua filha, Alexa Ray.
Uma versão "remix" para a rádio da faixa "All About Soul" pode ser encontrada no CD "The Essential Billy Joel" (2001) e uma versão demo aparece em "My Lives" (2005). A música "The Great Wall of China" foi escrita sobre seu ex-gerente Frank Weber e bastante regular no "setlist" da turnê de 2006.
A capa do álbum foi pintada e ilustrada pela sua mulher, Christie Brinkley e a revista Rolling Stone atribuiu à supermodelo o prémio de "Melhor capa de álbum do ano".
River of Dreams atingiu a tripla platina em vendas.

## Discografia

### Álbuns
- Cold Spring Harbor
- Piano Man
- Streetlife Serenade
- Turnstiles
- The Stranger
- 52nd Street
- Glass Houses
- The Nylon Curtain
- An Innocent Man
- The Bridge
- Storm Front
- River of Dreams
- Fantasies & Delusions[17]

### Álbuns ao vivo
- Songs in the Attic
- Концерт
- 2000 Years: The Millennium Concert
- 12 Gardens Live
- Live At Shea Stadium: The Concert.[17][18]

### Singles
- "Piano Man"
- "Worse Comes to Worst"
- "Travelin' Prayer"
- "The Entertainer"
- "New York State of Mind"
- "Prelude/Angry Young Man"
- "Miami 2017"
- "Just the Way You Are"
- "Movin' Out (Anthony's Song)"
- "Only the Good Die Young"
- "She's Always a Woman"
- "The Stranger"
- "My Life"
- "Big Shot"
- "Honesty"
- "Until the Night"
- "All for Leyna"
- "You May Be Right"
- It's Still Rock and Roll to Me"
- Don't Ask Me Why"
- "Sometimes a Fantasy"
- "Say Goodbye to Hollywood" (ao vivo)
- "She's Got a Way" (ao vivo)
- "Pressure"
- Allentown"
- "Goodnight Saigon"
- "Tell Her About It"
- "Uptown Girl"
- "An Innocent Man"
- The Longest Time"
- "Leave a Tender Moment Alone"
- This Night"
- "Keeping the Faith"
- You're Only Human (Second Wind)"
- The Night Is Still Young"
- "Modern Woman"
- "A Matter of Trust"
- "Baby Grand"
- "This Is the Time"
- "We Didn't Start the Fire"
- "Leningrad"
- "I Go to Extremes"
- "And So It Goes"
- "That's Not Her Style"
- "The Downeaster Alexa"
- "Shameless"
- "All Shook Up"
- "The River of Dreams"
- All About Soul"
- "No Man's Land"
- "Lullabye (GoodnightMy Angel)"
- "Make You Feel My Love"
- "Hey Girl"
- "All My Life"
- "Christmas in Fallujah"[17]

### Compilações
- Greatest Hits-Vols. 1-3
- The Essential Billy Joel
- Piano Man: The Very Best of Billy Joel
- My Lives[17]

## Vida pessoal
Joel casou três vezes:
- Elizabeth Weber Small, em 5 de setembro de 1973.
Ela era ex-mulher de Jon Small, companheiro de Joel na banda de música Attila.
Divorciaram-se em 20 de Julho de 1982.[17][18]
- Christie Brinkley, supermodelo, em 23 de março de 1985.[19]
Tiveram uma filha, Alexa Ray Joel, nascida a 29 de dezembro de 1985. O nome Ray foi uma homenagem ao músico Ray Charles, um dos ídolos de Joel.
Divorciaram-se, de mútuo acordo, em 25 de Agosto de 1994, mantendo-se até hoje excelentes amigos.[17][18]
- Katie Lee, em 2 de Outubro de 2004.
Lee tinha na altura 23 anos e Joel 55. No casamento, a filha Alexa Ray foi dama de honra e a mãe e ex-mulher Christie Brinkley, foi uma das convidadas.
Katie Lee é uma especialista em culinária e apresenta programas de televisão.[17][18]
O casal decidiu se separar em junho de 2009.[20]

### Política
Joel é apoiante do Partido Democrata nos Estados Unidos.
Apoiou a candidaturas de Bill Clinton para a presidência, a de Hillary Clinton para o Senado e a de Barack Obama para Presidente.
Em 2008, tocou com Bruce Springsteen num concerto de angariação de fundos para a campanha de Barack Obama.

### Livro biográfico
Em 28 de outubro de 2014, Fred Schruers escreveu e publicou o livro Billy Joel: The Definitive Biography.

## Outras participações na mídia
- Don Kirshner's Rock Concert (1974) (Televisão) (Cantou "Piano Man, " "Somewhere Along the Line, " e "Captain Jack")
- The Midnight Special (1975) (Televisão) (Cantou "Travelin' Prayer" e "The Ballad of Billy the Kid")
- The Mike Douglas Show (1976) (Televisão)
- Billy Joel Tonight (1976) (Time Life Video) (VHS) (Palmer Auditorium, Connecticut College, New London, CT)
- Saturday Night Live (18 de Fevereiro de 1978) (NBC) (apresentado por Chevy Chase) (Cantou "Just The Way You Are" e "Only The Good Die Young")
- The Old Grey Whistle Test (1978) (Londres, England) (Televisão)
- Musikladen (1978) (Concerto na televisão alemã)
- 20/20 (1980) (Televisão)
- Saturday Night Live (14 de Novembro de 1981) (NBC) (apresentado por Bernadette Peters) (Cantou "Miami 2017 (Seen the Lights Go Out on Broadway)" e "She's Got A Way". Apresentado ao vivo via satélite do seu estúdio de gravação em Manhattan)
- Live from Long Island (1982) (CBS/Fox) (VHS) (Originalmente exibido no canal HBO como "Billy Joel: A Television First." Gravado no Coliseu Nassau.)
- MTV Special: Innocent Man Tour (1983) (Televisão) ("Por trás das câmaras da turnê de Innocent Man")
- From a Piano Man to an Innocent Man (1984)
- Today (Junho, 1984) Apresentando o clipe da música "The Longest Time".
- Farm Aid (Setembro de 1985) (Televisão)
- Video Album, Vol. 1 (1986) (CBS/Fox) (VHS)
- Video Album, Vol. 2 (1986) (CBS/Fox) (VHS)
- The Late Night with David Letterman (Setembro de 1986)
- Live From Leningrad USSR (1987) (CBS) (VHS) (Originalmente exibido no canal HBO)
- Oliver & Company (1988) (Fez a voz e a voz cantando no personagem Dodger do filme de desenho animado da Disney)
- Sesame Street (1988) (Cantou Just the Way You Are para Oscar The Grouch, e The Alphabet Song (A música do alfabeto) com as crianças)
- 1989 NFL Super Bowl XXIII
- The Late Night with David Letterman (17 de Agosto de 1989) (NBC) Cantou com o convidado Mick Jones.
- Saturday Night Live (21 de Outubro de 1989) (NBC) (apresentado por Kathleen Turner) (Cantou "We Didn't Start The Fire" e "The Downeaster Alexa")
- Eye of the Storm (1990) (VHS) (Sony) (Compilação de cinco clipes musicais do álbum "Storm Front"
- Ao Vivo no Yankee Stadium (1990) (Sony) (DVD/VHS)
- A Matter of Trust (1991) (CBS) (VHS) (Documentário da turnê na Rússia de 1986)
- Late Show with David Letterman (30 de agosto de 1993) Primeiro convidado musical no programa, cantando "No Man's Land"
- Saturday Night Live (23 de Outubro de 1993) (NBC) (apresentado por John Malkovich) (Cantou "The River Of Dreams" e "All About Soul")
- Shades of Grey (1993) (Sony) (Documentário da PBS no making of de River of Dreams. Lançado em VHS)
- Live from the River of Dreams (Sony) (1994
- Greatest Hits, Vol. III (Sony) (1997) (DVD/VHS)
- The Rosie O'Donnell Show (1997) (Televisão)
- VH1: Behind the Music (1997) (Televisão)
- VH1: Storytellers (1997) (Televisão)
- VH1: Video Time Line (1998) (Televisão)
- 60 Minutes (26 de abril de 1998) Entrevistado por Steve Kroft.
- Inside the Actor's Studio (1999) (Bravo Network)
- Mad About You: "Murray at the Dog Show" (1999) (NBC Television)
- ABC 2000 (1999/2000) (televisão VHS)
- Piano Grand! A Smithsonian Celebration (2000) (Lançado em DVD)
- MLB World Series - Subway Series Game 1 (2000) (Televisão)
- Movin' Out (2002)
- Die, Joel Akte (The Joel Files) (2001) (Documentário da PBS)
- America: A Tribute To Heroes (2001) (Televisão, Rádio, DVD)
- Charlie Rose (2001) (PBS televisão/DVD)
- The Concert for New York City (2001) (Televisão, VHS/DVD)
- A&E Bee Gees Live By Request (2001) (Billy Joel ligou para o programa e pediu para tocarem To Love Somebody
- A&E Special: In His Own Words (2001) (A&E Network) (Master class gravado na Universidade da Pensilvânia)
- The Essential Video Collection (2001) (Sony) (DVD/VHS) (Compilação de clipes musicais)
- The 2003 Tony Awards" (Televisão) (Cantou "New York State of Mind")
- 13 going on 30 (De repente 30) (2004) ("Vienna")
- The Ellen DeGeneres Show (2005) (Televisão) (Cantou "Miami 2017" e "Only the Good Die Young")
- Late Night with Conan O'Brien (2005) (NBC) (Cantou "Everybody Loves You Now" e "Vienna")
- The Today Show (2005) (NBC) (Cantou "Keepin' the Faith" e "She's Right on Time")
- The Today Show (2006) (NBC) (Cantou "The Good Life" com Tony Bennett ao vivo)
- The Big Idea with Donny Deutsch (2006) (CNBC)
- American Chopper (2006) ("The Billy Joel Bike") (Televisão, DVD)
- Toquio, Japão (2006) (Televisão, DVD (Concerto foi gravado e produzido pelo canal Fuji)
- 2007 NFL Super Bowl XLI (Joel é o primeiro a cantar em dois Super Bowls).
- 24 de Março de 2008. Apareceu no programa Oprah Winfrey Show com a esposa, Katie. Cantou "Only the Good Die Young".
- 13 de Julho de 2008. Apareceu no programa The South Bank falando sobre sua carreira.
- 21 de Novembro de 2008. Lullaby apareceu na trilha sonora de Twilight.